# Weltmeisterschaften im Gewichtheben 2002
Die 15. Weltmeisterschaften im Gewichtheben der Frauen und 72. Weltmeisterschaften im Gewichtheben der Männer fanden vom 18. bis zum 26. Oktober 2002 in der polnischen Hauptstadt Warschau statt. An den von der International Weightlifting Federation (IWF) im Zweikampf (Reißen und Stoßen) ausgetragenen Wettkämpfen nahmen 115 Gewichtheberinnen aus 37 Nationen und 170 Gewichtheber aus 47 Nationen teil.

## Medaillengewinner

### Männer

#### Klasse bis 56 Kilogramm
| Disziplin | Gold      | Gold     | Silber         | Silber   | Bronze            | Bronze   |
| --------- | --------- | -------- | -------------- | -------- | ----------------- | -------- |
| Reißen    | Wu Meijin | 127,5 kg | Yang Chin-Yi   | 125,0 kg | Adrian Ioan Jigău | 125,0 kg |
| Stoßen    | Wu Meijin | 160,0 kg | Wang Shin-yuan | 152,5 kg | Yang Chin-Yi      | 152,5 kg |
| Zweikampf | Wu Meijin | 287,5 kg | Yang Chin-Yi   | 277,5 kg | Adrian Ioan Jigău | 277,5 kg |

#### Klasse bis 62 Kilogramm
| Disziplin | Gold        | Gold     | Silber            | Silber   | Bronze          | Bronze   |
| --------- | ----------- | -------- | ----------------- | -------- | --------------- | -------- |
| Reißen    | Le Maosheng | 140,0 kg | Leonidas Sampanis | 140,0 kg | Im Yong-su      | 140,0 kg |
| Stoßen    | Im Yong-su  | 175,0 kg | Stefan Georgiew   | 172,5 kg | Le Maosheng     | 170,0 kg |
| Zweikampf | Im Yong-su  | 315,0 kg | Le Maosheng       | 310,0 kg | Stefan Georgiew | 310,0 kg |

#### Klasse bis 69 Kilogramm
| Disziplin | Gold           | Gold     | Silber         | Silber   | Bronze             | Bronze   |
| --------- | -------------- | -------- | -------------- | -------- | ------------------ | -------- |
| Reißen    | Chen Chufu     | 157,5 kg | Zhang Guozheng | 155,0 kg | Youssef Sbai       | 152,5 kg |
| Stoßen    | Zhang Guozheng | 192,5 kg | Chen Chufu     | 187,5 kg | Mohamed El-Tantawy | 187,5 kg |
| Zweikampf | Zhang Guozheng | 347,5 kg | Chen Chufu     | 345,0 kg | Youssef Sbai       | 335,0 kg |

#### Klasse bis 77 Kilogramm
| Disziplin | Gold                | Gold     | Silber              | Silber   | Bronze                   | Bronze   |
| --------- | ------------------- | -------- | ------------------- | -------- | ------------------------ | -------- |
| Reißen    | Li Hongli           | 172,5 kg | Georgi Markow       | 170,0 kg | Mohammad Hossein Barkhah | 165,0 kg |
| Stoßen    | Oleg Perepetschonow | 202,5 kg | Reyhan Arabacıoğlu  | 200,0 kg | Georgi Markow            | 200,0 kg |
| Zweikampf | Georgi Markow       | 370,0 kg | Oleg Perepetschonow | 367,5 kg | Mohammad Hossein Barkhah | 365,0 kg |

#### Klasse bis 85 Kilogramm
| Disziplin | Gold             | Gold     | Silber           | Silber   | Bronze           | Bronze   |
| --------- | ---------------- | -------- | ---------------- | -------- | ---------------- | -------- |
| Reißen    | Giorgi Assanidse | 177,5 kg | Ilirjan Suli     | 175,0 kg | Ruslan Nowikau   | 172,5 kg |
| Stoßen    | Zlatan Wanew     | 217,5 kg | Ruslan Nowikau   | 207,5 kg | Valeriu Calancea | 207,5 kg |
| Zweikampf | Zlatan Wanew     | 385,0 kg | Giorgi Assanidse | 385,0 kg | Ruslan Nowikau   | 380,0 kg |

#### Klasse bis 94 Kilogramm
| Disziplin | Gold           | Gold     | Silber         | Silber   | Bronze          | Bronze   |
| --------- | -------------- | -------- | -------------- | -------- | --------------- | -------- |
| Reißen    | Oliver Caruso  | 180,0 kg | Nizami Paşayev | 177,5 kg | Ruslan Nowikau  | 175,0 kg |
| Stoßen    | Nizami Paşayev | 215,0 kg | Ruslan Nowikau | 212,5 kg | Kourosh Bagheri | 210,0 kg |
| Zweikampf | Nizami Paşayev | 392,5 kg | Ruslan Nowikau | 387,5 kg | Oliver Caruso   | 387,5 kg |

#### Klasse bis 105 Kilogramm
| Disziplin | Gold                 | Gold     | Silber         | Silber   | Bronze               | Bronze   |
| --------- | -------------------- | -------- | -------------- | -------- | -------------------- | -------- |
| Reißen    | Wladimir Smortschkow | 197,5 kg | Marcin Dołęga  | 192,5 kg | Denis Gotfrid        | 190,0 kg |
| Stoßen    | Alan Zagaew          | 232,5 kg | Bünyamin Sudaş | 230,0 kg | Denis Gotfrid        | 230,0 kg |
| Zweikampf | Denis Gotfrid        | 420,0 kg | Alan Zagaew    | 417,5 kg | Wladimir Smortschkow | 417,5 kg |

#### Klasse über 105 Kilogramm
| Disziplin | Gold              | Gold     | Silber          | Silber   | Bronze        | Bronze   |
| --------- | ----------------- | -------- | --------------- | -------- | ------------- | -------- |
| Reißen    | Hossein Rezazadeh | 210,0 kg | Damjan Damjanow | 205,0 kg | Artem Udachin | 200,0 kg |
| Stoßen    | Hossein Rezazadeh | 263,0 kg | Damjan Damjanow | 245,0 kg | Paweł Najdek  | 240,0 kg |
| Zweikampf | Hossein Rezazadeh | 472,5 kg | Damjan Damjanow | 450,0 kg | Artem Udachin | 440,0 kg |

### Frauen

#### Klasse bis 48 Kilogramm
| Disziplin | Gold          | Gold     | Silber        | Silber   | Bronze           | Bronze   |
| --------- | ------------- | -------- | ------------- | -------- | ---------------- | -------- |
| Reißen    | Wang Mingjuan | 92,5 kg  | Nurcan Taylan | 87,5 kg  | Isabela Dragnewa | 82,5 kg  |
| Stoßen    | Wang Mingjuan | 115,5 kg | Nurcan Taylan | 105,0 kg | Isabela Dragnewa | 100,0 kg |
| Zweikampf | Wang Mingjuan | 207,5 kg | Nurcan Taylan | 192,5 kg | Isabela Dragnewa | 182,5 kg |

#### Klasse bis 53 Kilogramm
| Disziplin | Gold        | Gold     | Silber      | Silber   | Bronze          | Bronze   |
| --------- | ----------- | -------- | ----------- | -------- | --------------- | -------- |
| Reißen    | Ri Song-hui | 97,5 kg  | Li Xuejiu   | 95,0 kg  | Udomporn Polsak | 95,0 kg  |
| Stoßen    | Li Xuejiu   | 127,5 kg | Ri Song-hui | 127,5 kg | Udomporn Polsak | 120,0 kg |
| Zweikampf | Ri Song-hui | 225,0 kg | Li Xuejiu   | 222,5 kg | Udomporn Polsak | 215,0 kg |

#### Klasse bis 58 Kilogramm
| Disziplin | Gold         | Gold     | Silber               | Silber   | Bronze               | Bronze   |
| --------- | ------------ | -------- | -------------------- | -------- | -------------------- | -------- |
| Reißen    | Song Zhijuan | 105,0 kg | Charikleia Kastritsi | 97,5 kg  | Emine Bilgin         | 95,0 kg  |
| Stoßen    | Song Zhijuan | 125,0 kg | Wandee Kameaim       | 120,0 kg | Maryse Turcotte      | 117,5 kg |
| Zweikampf | Song Zhijuan | 230,0 kg | Wandee Kameaim       | 212,5 kg | Charikleia Kastritsi | 210,0 kg |

#### Klasse bis 63 Kilogramm
| Disziplin | Gold              | Gold     | Silber            | Silber   | Bronze           | Bronze   |
| --------- | ----------------- | -------- | ----------------- | -------- | ---------------- | -------- |
| Reißen    | Liu Xia           | 107,5 kg | Anastasia Tsakiri | 105,0 kg | Gergana Kirilowa | 102,5 kg |
| Stoßen    | Anastasia Tsakiri | 136,0 kg | Liu Xia           | 135,0 kg | Gergana Kirilowa | 122,5 kg |
| Zweikampf | Liu Xia           | 242,5 kg | Anastasia Tsakiri | 240,0 kg | Gergana Kirilowa | 225,0 kg |

#### Klasse bis 69 Kilogramm
| Disziplin | Gold             | Gold     | Silber           | Silber   | Bronze           | Bronze   |
| --------- | ---------------- | -------- | ---------------- | -------- | ---------------- | -------- |
| Reißen    | Walentina Popowa | 115,0 kg | Pawina Thongsuk  | 112,5 kg | Nahla Ramadan    | 110,0 kg |
| Stoßen    | Pawina Thongsuk  | 147,5 kg | Liu Chunhong     | 147,5 kg | Walentina Popowa | 142,5 kg |
| Zweikampf | Pawina Thongsuk  | 260,0 kg | Walentina Popowa | 257,5 kg | Nahla Ramadan    | 245,0 kg |

#### Klasse bis 75 Kilogramm
| Disziplin | Gold               | Gold     | Silber      | Silber   | Bronze             | Bronze   |
| --------- | ------------------ | -------- | ----------- | -------- | ------------------ | -------- |
| Reißen    | Swetlana Chabirowa | 117,5 kg | Sun Ruiping | 115,0 kg | Ilona Dankó        | 107,5 kg |
| Stoßen    | Swetlana Chabirowa | 145,0 kg | Sun Ruiping | 145,0 kg | Christina Ioannidi | 132,5 kg |
| Zweikampf | Swetlana Chabirowa | 262,5 kg | Sun Ruiping | 260,0 kg | Christina Ioannidi | 235,0 kg |

#### Klasse über 75 Kilogramm
| Disziplin | Gold           | Gold     | Silber         | Silber   | Bronze         | Bronze   |
| --------- | -------------- | -------- | -------------- | -------- | -------------- | -------- |
| Reißen    | Albina Khomich | 132,5 kg | Agata Wróbel   | 125,0 kg | Cheryl Haworth | 125,0 kg |
| Stoßen    | Agata Wróbel   | 162,5 kg | Tang Gonghong  | 160,0 kg | Cheryl Haworth | 152,5 kg |
| Zweikampf | Agata Wróbel   | 287,5 kg | Albina Khomich | 282,5 kg | Tang Gonghong  | 277,5 kg |

## Medaillenspiegel
Die Platzierungen im Medaillenspiegel sind nach der Anzahl der gewonnenen Goldmedaillen sortiert, gefolgt von der Anzahl der Silber- und Bronzemedaillen (lexikographische Ordnung). Weisen zwei oder mehr Nationen eine identische Medaillenbilanz auf, werden sie alphabetisch geordnet auf dem gleichen Rang geführt.
| Rang | Nation              | Gold | Silber | Bronze | Gesamt |
| ---- | ------------------- | ---- | ------ | ------ | ------ |
| 1.   | Volksrepublik China | 17   | 12     | 2      | 31     |
| 2.   | Russland            | 7    | 3      | 2      | 12     |
| 3.   | Bulgarien           | 4    | 8      | 9      | 21     |
| 4.   | Nordkorea           | 4    | 1      | 1      | 6      |
| 5.   | Iran                | 3    | 0      | 3      | 6      |
| 6.   | Thailand            | 2    | 3      | 3      | 8      |
| 7.   | Polen               | 2    | 2      | 1      | 5      |
| 8.   | Aserbaidschan       | 2    | 1      | 0      | 3      |
| 9.   | Griechenland        | 1    | 4      | 3      | 8      |
| 10.  | Georgien            | 1    | 1      | 0      | 2      |
| 11.  | Ukraine             | 1    | 0      | 4      | 5      |
| 12.  | Deutschland         | 1    | 0      | 1      | 2      |
| 13.  | Türkei              | 0    | 5      | 1      | 6      |
| 14.  | Chinesisch Taipeh   | 0    | 3      | 1      | 4      |
| 15.  | Belarus             | 0    | 1      | 2      | 3      |
| 16.  | Albanien            | 0    | 1      | 0      | 1      |
| 17.  | Ägypten             | 0    | 0      | 3      | 3      |
| 17.  | Rumänien            | 0    | 0      | 3      | 3      |
| 19.  | Tunesien            | 0    | 0      | 2      | 2      |
| 19.  | Vereinigte Staaten  | 0    | 0      | 2      | 2      |
| 21.  | Kanada              | 0    | 0      | 1      | 1      |
| 21.  | Ungarn              | 0    | 0      | 1      | 1      |